# Elezioni parlamentari in Dominica del 2000
Le elezioni parlamentari in Dominica del 2000 si tennero il 31 gennaio per il rinnovo della Camera dell'Assemblea.

## Risultati
| Liste                             | Voti   | %     | Seggi |
| --------------------------------- | ------ | ----- | ----- |
| Partito Unito dei Lavoratori      | 15 555 | 43,44 | 9     |
| Partito Laburista di Dominica     | 15 362 | 42,91 | 10    |
| Partito della Libertà di Dominica | 4 858  | 13,57 | 2     |
| Indipendenti                      | 29     | 0,08  | –     |
| Totale                            | 35 804 | 100   | 21    |